# آرتسباخ
آرتسباخ (به آلمانی: Arzbach) یک شهر در آلمان است که در راینلاند-فالتس واقع شده‌است. آرتسباخ ۱٬۸۶۷ نفر جمعیت دارد.